# Thermes-Magnoac
Thermes-Magnoac (okzitanisch: Tèrmes) ist eine französische Gemeinde mit 230 Einwohnern (Stand: 1. Januar 2022) im Département Hautes-Pyrénées in der Region Okzitanien; sie gehört zum Arrondissement Tarbes.

## Geografie
Thermes-Magnoac liegt rund 35 Kilometer ostnordöstlich der Stadt Tarbes am Gimone im Osten des Départements Hautes-Pyrénées an der Grenze zum Département Gers. Umgeben wird Thermes-Magnoac von den Nachbargemeinden Mont-d’Astarac im Norden und Nordwesten, Boulogne-sur-Gesse im Norden und Osten, Lalanne im Süden und Südwesten, Betbèze im Südwesten, Sariac-Magnoac im Westen sowie Casterets im Nordwesten.

## Bevölkerungsentwicklung
| Jahr                       | 1962 | 1968 | 1975 | 1982 | 1990 | 1999 | 2006 | 2013 |
| Einwohner                  | 220  | 199  | 185  | 171  | 169  | 160  | 181  | 220  |
| Quellen: Cassini und INSEE |      |      |      |      |      |      |      |      |

## Sehenswürdigkeiten

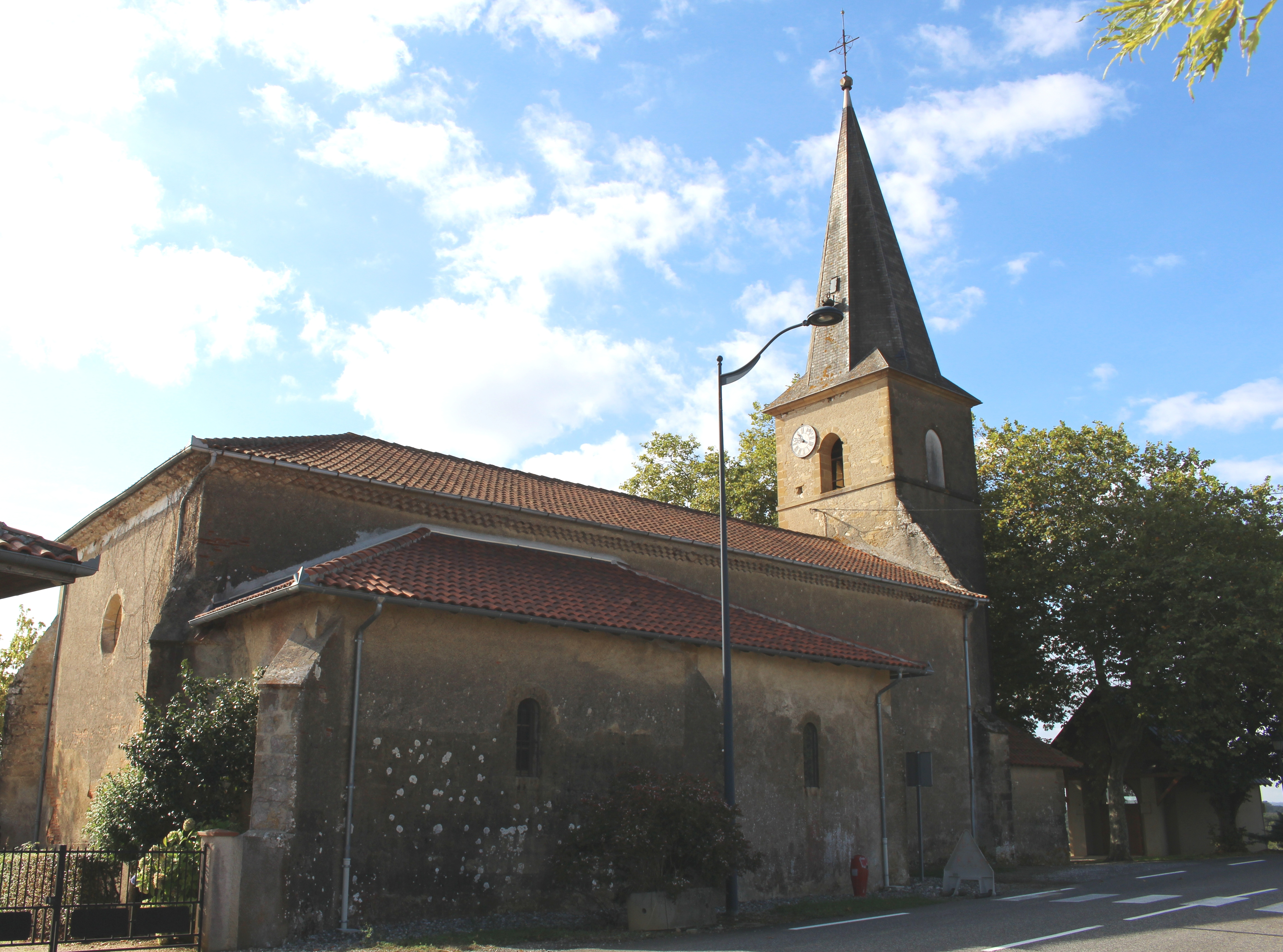
Kirche Saint-Barthélemy
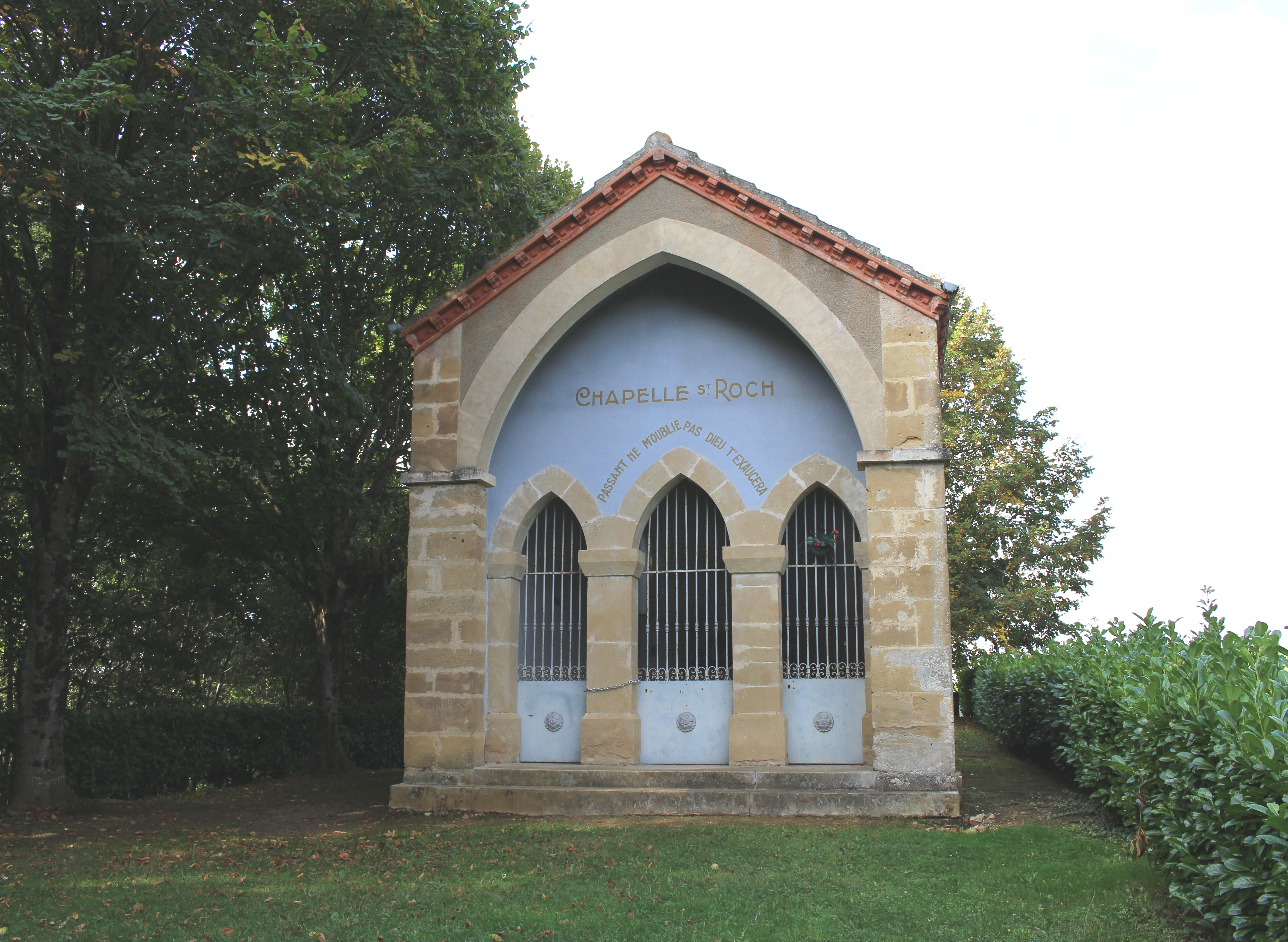
Kapelle Saint-Roch

- Kirche Saint-Barthélemy
- Kapelle Saint-Roch